# Parti populaire pan-allemand
Pour les articles homonymes, voir GVP.
Le Parti populaire pan-allemand (en allemand Gesamtdeutsche Volkspartei, GVP) était un parti politique actif en Allemagne de l'Ouest entre 1952 et 1957. Formé par d'anciens membres de l'Union chrétienne-démocrate d'Allemagne (CDU) et du Parti du centre allemand, sa disparition a conduit la majorité de ses adhérents à rejoindre le Parti social-démocrate d'Allemagne (SPD).

## Idéologie
Le GVP était un parti classé au centre gauche, animé par les principes de la démocratie chrétienne. Il s'opposait au réarmement de l'Allemagne de l'Ouest voulu par le chancelier fédéral Konrad Adenauer, défendait un renforcement de l'intégration européenne et prônait une Allemagne réunifiée, neutre et exempte des préjugés.

## Fondation
En 1951, un an après le mémorandum de Konrad Adenauer sur le réarmement de la RFA, Gustav Heinemann, ancien membre de la CDU et de l'Église confessante sous le nazisme, fonde l'Association pour la paix en Europe (Notgemeinschaft für den Frieden Europas), qui aspire à la neutralité de l'Allemagne. L'association tenta alors de sensibiliser l'opinion et les autorités à son combat, mais arriva finalement à la conclusion que la forme la plus appropriée pour la poursuite de celui-ci était celle d'un parti politique. Une assemblée fondatrice fut donc réunie le 30 novembre 1952 à Francfort-sur-le-Main.

## Organisation
Au moment de sa création, l'assemblée fondatrice, constituée de cent quarante délégués, a élu une présidence de quatre membres, sans président, et un comité directeur composé de vingt-huit personnes. Malgré cela, Gustav Heinemann a toujours été considéré comme le chef du GVP.
En 1953, la formation comptait cinquante-trois fédérations d'arrondissements, implantées en Rhénanie-du-Nord-Westphalie, en Hesse et dans le Bade-Wurtemberg, c'est-à-dire des terres essentiellement catholiques et conservatrices. Au moment de sa dissolution, en 1957, le parti comptait environ un millier d'adhérents.

## Résultats électoraux
Lors des élections législatives fédérales de 1953, le GVP ne recueille que 1,3 % des voix, n'envoyant aucun député au Bundestag. Il obtient en 1956 78 sièges aux élections municipales en Rhénanie-du-Nord-Westphalie. Cette encourageante poussée n'est toutefois qu'éphémère, puisque le parti ne remporte que 1,6 % des voix lors des élections organisées dans le Bade-Wurtemberg cette même année.

## Membres connus
- Gustav Heinemann, ancien ministre fédéral de l'Intérieur et futur président fédéral ;
- Johannes Rau, futur Ministre-président de Rhénanie-du-Nord-Westphalie, puis président fédéral ;
- Erhard Eppler, futur ministre fédéral de la Coopération économique ;
- Jürgen Schmude, futur ministre fédéral de l'Éducation, puis de la Justice.